# Bund der Aufrechten
Der Bund der Aufrechten war eine nationalistische monarchistische Vereinigung, die am 9. November 1918 in Berlin durch den Schriftsteller Ernst Pfeiffer gegründet wurde. 1922 wurde sie aufgrund des Gesetzes zum Schutz der Republik als republikfeindliche Organisation verboten.

## Hintergrund und Vorgeschichte
Am 9. November 1918 erreichte die Novemberrevolution Berlin und gipfelte in der Ausrufung der Republik in Deutschland. Als Reaktion auf diese Ereignisse gründete am Abend desselben Tages der Schriftsteller Ernst Pfeiffer in Berlin den Bund der Aufrechten, dessen Zweck die Wiederherstellung der Monarchie war. Publikationsorgan des Bundes der Aufrechten war bis zuletzt die von Ernst Pfeiffer begründete zweimal im Monat erscheinende Zeitung „Der Aufrechte“. Pfeiffers politischer Hintergrund war die Bewegung um den antisemitischen Hofprediger Adolf Stoecker.

## Entwicklung
Bis zum Herbst 1919 wuchs die Mitgliederzahl des Bundes auf über 1.000. An der ersten Hauptversammlung nahmen etwa 140 Vertreter aus Preußen teil. Werbemaßnahmen wurden beschlossen und die ersten Versammlungen durchgeführt, die größer werdenden Zuspruch fanden. Erster Vorsitzender wurde Hans Joachim von Brockhusen, Schwiegersohn Paul von Hindenburgs.
Als Referenten traten im Bund der Aufrechten im Laufe der Zeit hervor: die Reichstagsabgeordneten Kuno Graf von Westarp, Reinhard Mumm, Friedrich Everling (alle DNVP), der evangelische Arbeitersekretär Paul Rüffer, Axel von Freytagh-Loringhoven und Ilse Neumann; ferner der Germanistikprofessor Gustav Roethe, die Generäle von Stein und Ludwig von Friedeburg und aus dem Kreis der evangelischen Geistlichkeit Oberkonsistorialrat Paul Conrad, Otto Dibelius und  Oberpfarrer Walter Richter-Reichhelm sowie die Hof- und Domprediger Bruno Doehring und Johannes Vogel.
1922 versammelte der Bund der Aufrechten zu einer großen Preußenfeier im Friedrichshain in Berlin 3.000 Besucher.
In dieser Zeit zählte der Bund mehr als 60 Ortsgruppen mit etwa 25.000 Mitgliedern. In Bremen gelang die Gründung einer Arbeiter-Jugendgruppe mit 800 Mitgliedern.
Die Ermordung Reichsaußenministers Walther Rathenau durch Mitglieder der rechtsradikalen Organisation Consul am 24. Juni 1922 gaben einen hinreichenden Anlass zum Verbot von nationalistischen und republikfeindlichen Verbänden wie dem Bund der Aufrechten. Aufgrund des bereits am 26. Juni erlassenen Gesetzes zum Schutz der Republik löste der preußische Innenminister Carl Severing den Bund mit allen Landesverbänden, Bezirks- und Ortsgruppen auf. Sachsen und Thüringen schlossen sich an. Nur in Baden und Bayern, wo die Landesregierungen kein Verbot erlassen hatten, blieb der Bund bestehen und arbeitete weiter.
Die Versuche des Bundes, sich von der Ermordung Rathenaus zu distanzieren, blieben erfolglos.
Daher nahmen die Berliner Ortsvorstände sowie der Hauptvorstand des Bundes am 30. Juni einstimmig die Entschließung an:

„Mit der christlichen Gesinnung, auf deren Betätigung unser Bund in allererster Linie beruht, ist es unvereinbar, daß ihm Mitglieder angehören, die politische Verbrechen gutheißen oder auch nur entschuldigen. So selbstverständlich dies ist, hält der Bund es angesichts der augenblicklich bestehenden geistigen Verfassung für angebracht, dies öffentlich zu erklären.“

Zwei Beschwerden gegen das Verbot wurden verworfen. Der Bund der Aufrechten musste seine Tätigkeit einstellen. Auch die Nr. 26 der Zeitschrift Der Aufrechte, die noch vor der Ermordung Rathenaus erschienen war, wurde infolge der neuen Verordnung zum Schutze der Republik vom Berliner Polizeipräsidenten beschlagnahmt. Gleichzeitig wurde außerdem das Erscheinen der Zeitschrift für die Dauer von vier Wochen untersagt. Danach erschien sie wieder und die Mitglieder des Bundes konstituierten sich als ihr „Lesekreis“. Unter dieser Bezeichnung arbeitete der Bund ungestört weiter. 
Unmittelbar nach dem Preußenschlag hob der Reichskanzler Papen das Verbot im Juli 1932 auf. Im Februar 1933 wählte der Bund Karl von Einem, zu seinem „1. Bundesführer“.
Mit dem endgültigen Verbot aller monarchistischen Organisationen durch die Nationalsozialisten 1934 wurde der Bund der Aufrechten aufgelöst.

## Prominente Mitglieder
Dem Bund der Aufrechten gehörten unter anderem die Kaisersöhne Oskar und Eitel Friedrich, der ehemalige preußische Kriegsminister Karl von Einem, der Reichstagsabgeordnete der Deutschnationalen Volkspartei Otto Schmidt-Hannover und der ehemalige Berliner Polizeipräsident Traugott von Jagow an.

## Nachgeschichte
Nach 1945 sammelte der „Aufrechte“ Heinrich von Massenbach († 1962) einige noch lebende Mitglieder um sich und gründete schließlich zusammen mit diesen sowie neu hinzugekommenen Mitgliedern den Verein Tradition und Leben e. V, der bis 2022 bestand.